# Huron (Dakota del Sur)
Huron es una ciudad ubicada en el condado de Beadle en el estado estadounidense de Dakota del Sur. En el Censo de 2010 tenía una población de 12.592 habitantes y una densidad poblacional de 460,18 personas por km².

## Geografía

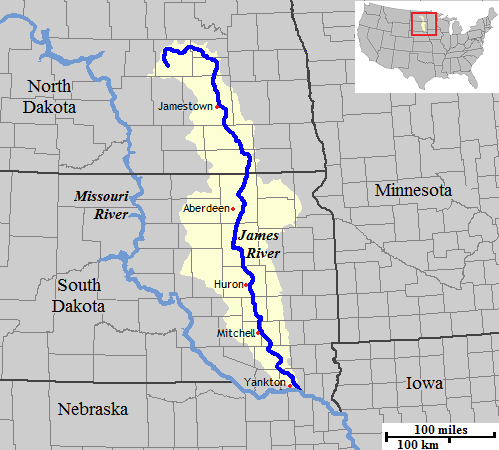
Mapa del río James en el que se ve, sobre su curso medio, Huron

Huron se encuentra ubicada en las coordenadas 44°21′44″N 98°12′37″O / 44.36222, -98.21028, sobre el curso medio del río James. Según la Oficina del Censo de los Estados Unidos, Huron tiene una superficie total de 27.36 km², de la cual 24.55 km² corresponden a tierra firme y (10.3%) 2.82 km² es agua.

## Demografía
Según el censo de 2010, había 12.592 personas residiendo en Huron. La densidad de población era de 460,18 hab./km². De los 12.592 habitantes, Huron estaba compuesto por el 86.86% blancos, el 1.05% eran afroamericanos, el 1.22% eran amerindios, el 4.91% eran asiáticos, el 0.14% eran isleños del Pacífico, el 3.94% eran de otras razas y el 1.9% pertenecían a dos o más razas. Del total de la población el 9.8% eran hispanos o latinos de cualquier raza.